# 木村健二
木村 健二（きむら けんじ、1950年 - ）は、日本の経済史学者。博士（経済学）（東京国際大学・2006年）。下関市立大学教授。

## 略歴
愛媛県生まれ。1973年小樽商科大学商学部経済学科卒、1986年早稲田大学大学院博士後期課程単位取得満期退学。
東京農工大学留学生センター助教授、教授、1999年下関市立大学経済学部教授。2006年「戦時下植民地朝鮮における経済団体と中小商業者」で東京国際大学から博士（経済学）の学位を取得。専門は近代日朝経済関係史、近代日本移民史。

## 著書
- 『近代日本の地方経済と朝鮮 一八七六年～一九一〇年における』「朝鮮問題」懇話会 1983
- 『在朝日本人の社会史』未来社 朝鮮近代史研究双書 1989

### 共編著・監修
- 『史料と分析「韓国併合」直後の在日朝鮮人・中国人 東アジアの近代化と人の移動』小松裕共編著 明石書店 1998
- 『戦時下アジアの日本経済団体』柳沢遊共編著 日本経済評論社 2004
- 『近代植民地都市釜山』坂本悠一共著 桜井書店 九州国際大学社会文化研究所叢書 2007
- 『在日コリアンの経済活動 移住労働者、起業家の過去・現在・未来』李洙任編著 河明生,田中宏,中村尚司,朴一共著 不二出版 2012
- 『日本帝国勢力圏の東アジア都市経済』柳沢遊,浅田進史共編著 慶應義塾大学出版会 2013
- 『社史で見る日本経済史 植民地編』全35巻 波形昭一,須永徳武共監修 ゆまに書房 2001-04